# Les Préquelles
 (février 2025).
Si vous disposez d'ouvrages ou d'articles de référence ou si vous connaissez des sites web de qualité traitant du thème abordé ici, merci de compléter l'article en donnant les références utiles à sa vérifiabilité et en les liant à la section « Notes et références ».
Les Préquelles est un ensemble de deux romans de fantasy de David et Leigh Eddings, Belgarath le sorcier et Polgara la sorcière (chacun publié en deux tomes lors de la traduction française). Ils relatent les événements précédant le cycle de La Belgariade, de la création du monde jusqu'à la naissance de Garion. Belgarath le Sorcier a été publié en 1995 et Polgara la Sorcière en 1997.

## Éditions
- Belgarath le sorcier, composé de Les Années noires (1) et Les Années d'espoir (2)
- Polgara la sorcière, composé de Le Temps des souffrances (3) et Les Années d'enfance (4)

## Résumé
Six des sept Dieux se sont partagé les peuples humains : Belar, Nedra, Mara, Torak, Chaldan et Issa. Aldur, lui, a préféré rester seul, à méditer. Au cours de ses réflexions, il façonne une pierre, l'Orbe, qui détient un pouvoir phénoménal. Torak, jaloux, lui vole le joyau, ce qui déclenche une guerre des Dieux, tous s'étant ralliés à Aldur. Ployant la pierre sous sa volonté, Torak fend le monde pour mettre son peuple à l'abri, mais la pierre se révolte de ce qu'on lui fait faire et lui brûle le côté gauche.
Plus tard, Belgarath, le premier disciple d'Aldur, part en compagnie de Cherek, le roi des Aloriens (le peuple de Belar) et ses trois fils (Riva, Algar et Dras) récupérer l'Orbe, qui est confié à la garde de Riva. Cherek divise son royaume en quatre parts, pour mieux protéger la pierre.
Encore plus tard, la lignée de Riva est presque anéantie  par une vague d'assassinats, mais un enfant survit, protégé par Polgara, fille de Belgarath. Elle protègera la lignée pendant 500 ans et l'Orbe restera à la garde de la population de l'île de Riva.
Enfin, l'Orbe est volée et Belgarath et Polgara se lancent à la poursuite du voleur, accompagnés d'un jeune garçon, Garion.